# Ledinghem
Ledinghem (niederländisch Ledingem) ist eine französische Gemeinde mit 317 Einwohnern (Stand: 1. Januar 2022) im Département Pas-de-Calais in der Region Hauts-de-France. Sie gehört zum Arrondissement Saint-Omer und zum Kanton Lumbres.

## Lage
Die Gemeinde Ledinghem liegt im Quellgebiet des Küstenflusses Aa im Regionalen Naturpark Caps et Marais d’Opale, etwa 20 Kilometer südwestlich von Saint-Omer. Umgeben wird Ledinghem von den Nachbargemeinden Bléquin im Norden, Vaudringhem im Osten, Campagne-lès-Boulonnais im Südosten und Süden, Bourthes im Süden und Südwesten sowie Senlecques im Westen.

## Bevölkerungsentwicklung
| Jahr                       | 1962 | 1968 | 1975 | 1982 | 1990 | 1999 | 2006 | 2013 | 2022 |
| Einwohner                  | 265  | 230  | 227  | 202  | 208  | 207  | 236  | 328  | 317  |
| Quellen: Cassini und INSEE |      |      |      |      |      |      |      |      |      |

## Sehenswürdigkeiten

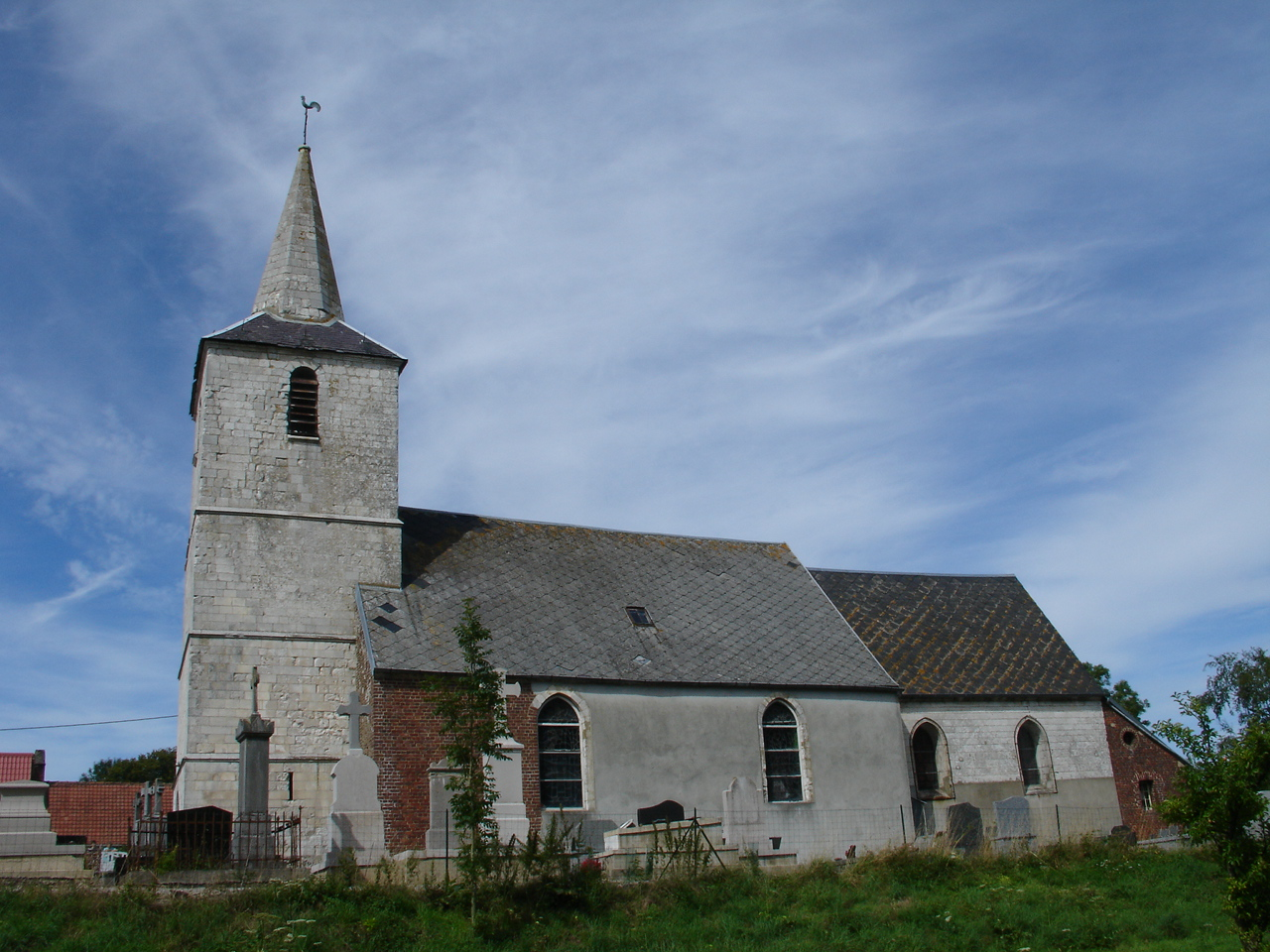
Kirche Saint-Folquin

- Kirche Saint-Folquin
- Reste einer Wallburg

## Belege
1. ↑  De Nederlanden in Frankrijk, Jozef van Overstraeten, 1969